# Gregorius de Wit
Dom Gregorius de Wit O.S.B. (geboren Johannes Aloysius Gregorius de Wit)  (Hilversum, 9 juni 1892 - Oberems, Wallis (Zwitserland), 1978) was een benedictijner monnik van de abdij Keizersberg te Leuven. Naast monnik was hij ook schilder en ontwerper. Hij is voornamelijk bekend vanwege zijn samenwerking met Andries Copier voor het ontwerpen van liturgisch glaswerk. Zijn beschreven en opvallendste periode als kunstenaar speelt zich voornamelijk af in de jaren twintig van de twintigste eeuw.

## Leven en werk
In 1922 verscheen er van Dom Gregorius een gedichtenbundel Zielegang. Een aantal van zijn gedichten werd gepubliceerd in het literaire tijdschrift Vlaamsche Arbeid. De ontvangst van zijn rijmbundel was over het algemeen niet bijzonder positief.
Als kunstschilder exposeert hij tweemaal (1923 en 1926) in De Sirkel in Den Haag. Zijn werk werd gemengd ontvangen. Er waren enthousiaste reacties zoals die van Felix Timmermans en Wies Moens. Maar ook uiterst negatieve recensies.
Dom Gregorius was ook betrokken bij De Pelgrim, een Vlaamse beweging van kunstenaars opgericht in 1924 door Timmermans. In 1926 publiceerde De Pelgrim een manifest waarvan Dom Gregorius een van de ondertekenaars was, naast bekende kunstenaars als Gerard Walschap, Eugeen Yoors en Renaat Veremans. Het streven van de kunstkring, met eigen tijdschrift en tentoonstellingen, was om de Christelijke kunst in Europa te vernieuwen, de kunstenaar moest religieuze kunst brengen gebaseerd op zijn geloof zonder dogmatisch te zijn. Eind 1930 zou de groep alweer uit elkaar vallen.  
Omstreeks 1927 ontwierp Andries Copier in samenwerking met Dom Gregorius liturgisch glaswerk bestemd voor de rooms-katholieke liturgie. Copier ontwierp de vormen en De Wit de opschriften. Omdat het commercieel geen succes was, was het slechts kort (1927-1929) in productie bij Glasfabriek Leerdam. Op de Wereldtentoonstelling van 1930 in Antwerpen werd Dom Gregorius onderscheiden met een gouden medaille voor zijn bijdrage aan dit glaswerk.
In 1928 wordt Dom Gregorius geportretteerd in het Dagblad van Noord-Brabant en wordt hij beschreven als een vrolijke en humorvolle schilder die nauw verbonden is met zijn geloof met her en der wel wat technische tekortkomingen.

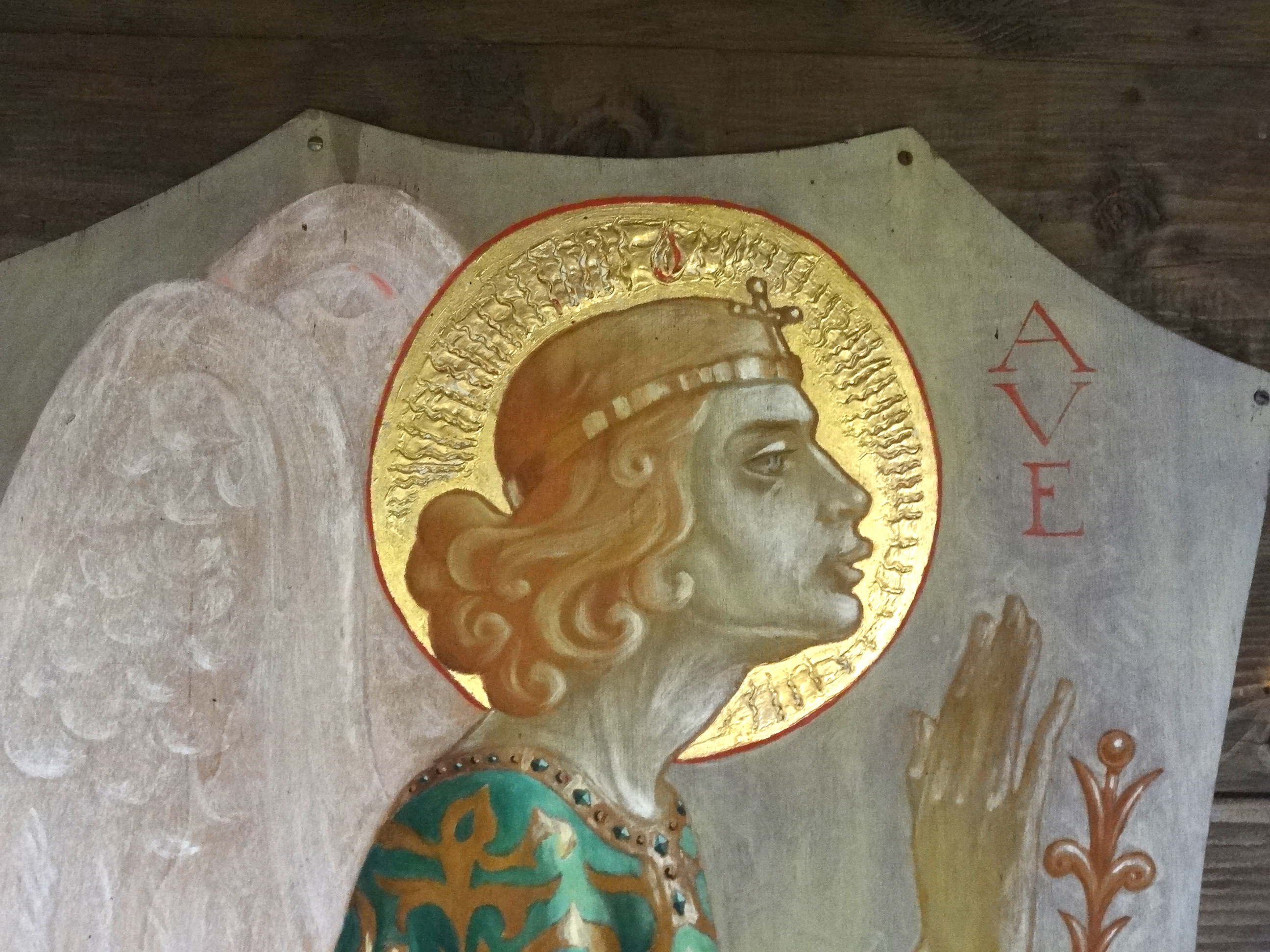
Oberems kapel
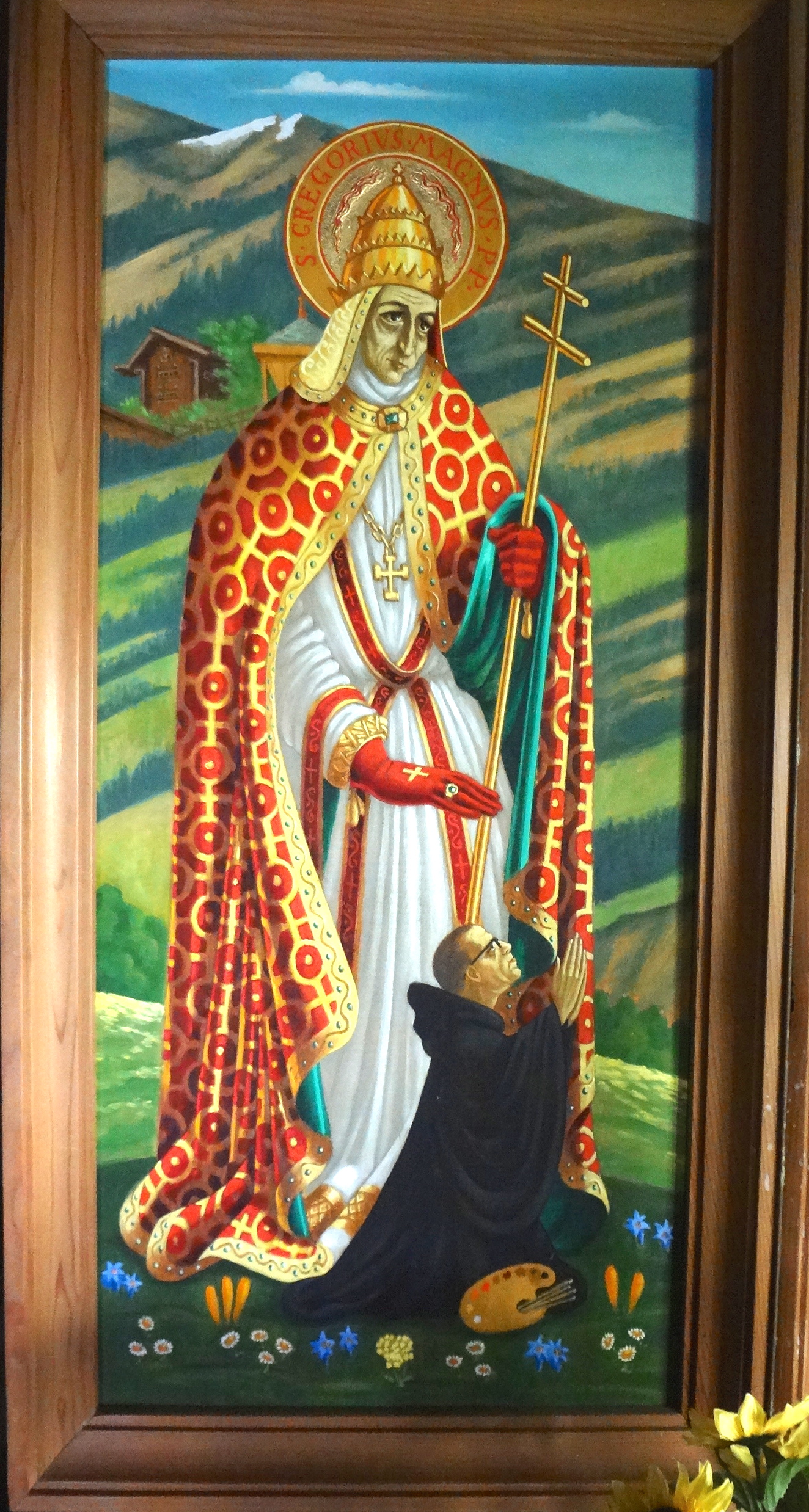
Oberems kapel

## Trivia
De fotograaf Henri Berssenbrugge maakte in 1925 een gomdruk van een ingetogen Dom Gregorius. De foto bevindt zich in de verzamelcollectie van Auguste Grégoire (1888-1971).
- Biografisch Portaal: 59647012
- Digitale Bibliotheek voor de Nederlandse Letteren: greg005
- Library of Congress Control Number: no2018123359
- RKD-Nederlands Instituut voor Kunstgeschiedenis: 110284
- Virtual International Authority File: 1069153775040661550004
- WorldCat: E39PBJvmMrF9YbGhxpGtQKWdQq